# Овердрайв (фільм)
Овердр́айв (англ. Overdrive) — екшн-гостросюжетний фільм 2017 року режисера Антоніо Негрета, продюсерів Майкла Брандта, Дерека Хааса та П'єра Мореля, а сценарій було написано Майклом Брандтом і Дереком Хаасом. Зірками фільму є Скотт Іствуд, Фредді Торп, Ана де Армас і Гая Вайс. Знімальний період почався 4 січня 2016 року в Парижі та Марселі, Франція. Фільм розповідає історію Ендрю та Гаррета Фостерів — молодих братів, котрі є досвідченими автовикрадачами та мають досвід у розкішних автомобілях. Їх посилають викрасти автомобіль марки Bugatti у південній Франції, але їх ловить власник автомобіля — місцевий безжальний кримінальний лорд. В обмін на їхні життя та вибачення за спробу вкрасти його автомобіль кримінальний лорд змушує братів викрасти розкішний автомобіль марки Ferrari в архіконкурента кримінального лорда.

## Сюжет
Напівбрати Ендрю та Гаррет Фостери діють як міжнародні автовикрадачі, орієнтовані на високий кінець ринку транспортних засобів. Вони викрадають рідкісний Bugatti у транзиті після придбання на аукціоні у Франції, не знаючи, що автомобіль придбав кримінальний бос Марселя Джакомо Морір. Люди Моріра захоплюють їх, коли вони намагаються продати автомобіль, і везуть до будинку Моріра, де він показує їм свій гараж, повний автомобілів. Потім він має намір застрелити їх, але, щоб уникнути покарання, брати пропонують допомогти Моріру завершити його колекцію викраденням рідкісного Ferrari, що належить безжальному магнатові та конкурентові Максові Клемпу. Морір погоджується, але встановлює умову, що злодії мають упоратися протягом одного тижня.
Брати поспішно набирають команду в Марселі для виконання роботи, включно з дівчиною Ендрю Стефані та її подругою та кишеньковою злодійкою Девін. Ендрю каже Гарретові, що це буде його останньою роботою. Вони також повинні впоратися з двоюрідним братом Моріра Лораном, який стежить за їхніми діями, а також парою агентів Інтерполу. Гаррет, якого нещодавно ошукала жінка, яка прикинулася закоханою в нього, починає стосунки з Девін. Для страхування люди Моріра викрадають Стефані на ринку Марселя. Ендрю та Гаррет прибувають до своєї квартири, і Девін каже їм, що Стефані забрали. Вони прямують до Морірового будинку, де знаходять Стефані зв'язаною та з кляпом у роті під автомобільним колесом, що обертається, яке Лоран загрожує опустити на її обличчя. Ендрю та Гаррет обіцяють виконати роботу задля порятунку Стефані.
Коли настає день пограбування, брати запроваджують свій план. Стефані, замкнена в кімнаті Морірового будинку, намагається спокусити Лорана та зазнає невдачі, хоча спромоглася поцупити його ключ від дверей і тікає. Вона вимикає сигналізацію будинку, виходить із рушницею та зустрічає Ендрю, Гаррета та їхню команду у дверях. Морір усвідомлює, що події, які призвели до цього, були частиною розробленої ними диверсії для викрадення його ж колекції автомобілів. Морір розуміє, що сталося, лише коли банда починає тікає, й він переслідує їх до доків. Протягом гонитви Ендрю робить Стефані пропозицію, і вона погоджується вийти за нього. В остаточному протистоянні Морір гине, коли його автомобіль падає у воду, збитий автобусом, керованим Девін. Девін іде, обіцяючи зателефонувати Гарретові. Ендрю та Гаррет віддають усі автомобілі Моріра Клемпові, розкриваючи, що саме це весь час було планом, і що вони стали партнерами з Клемпом, аби повернутися до Моріра. Але коли Девін іде, в її руці є код від гаража, де Клемп тримає свій Ferrari.
Пізніше Гаррета, Стефані й Ендрю видно разом у Парижі. Гаррет думає, що знову встав, коли Девін з'являється у Клемповому Ferrari та дає ключі Ендрю. Коли Ендрю потім дає автомобіль Гарретові, той думає, що це означає, що Ендрю залишає справу. Проте, Стефані згадує, що існує дуже рідкісний автомобіль у Барселоні, один із лише дев'яти у світі, і трійця спокушається викрасти його. Ендрю вирішує приєднатися до них і відновлена команда починає складати плани.

## Акторський склад
| Актор               | Роль                                   |
| ------------------- | -------------------------------------- |
| Скотт Іствуд        | старший напівбрат Гаррета Ендрю Фостер |
| Фредді Торп         | молодший напівбрат Ендрю Гаррет Фостер |
| Ана де Армас        | Стефані                                |
| Гая Вайс            | Девін                                  |
| Клеменс Шік         | Макс Клемп                             |
| Джошуа Фітуссі      | Леон                                   |
| Кааріс              | Френк                                  |
| Лестер Македонскі   | Ремі                                   |
| Філіпп Охрел        | вартовий Клемпа                        |
| Анаіс Педрі         | Клер                                   |
| Сімон Абкарян       | Джакомо Морір                          |
| Мусса Мааскрі       | Панахі                                 |
| Мануель Джіменез    | гонщик № 6                             |
| Йоахім М. Пауніллан | павуки                                 |
| Пепе Натан          |                                        |

## Виробництво
12 травня 2011 року було анонсовано, що П'єр Морель продюсуватиме екшн-гостросюжетний фільм «Овердрайв», Антоніо Негрет режисуватиме фільм на основі сценарію Майкла Брандта та Дерека Хааса, які також продюсуватимуть фільм. Sentient Pictures продюсуватиме фільм. 1 вересня 2015 року Крістофер Туффін також анонсував виробництво фільму. В листопаді 2015 року Kinology продав міжнародні права на фільм різним покупцям. Алекс Петтіфер, Метью Гуд, Гаррет Хедлунд, Джеймі Белл, Карл Урбан, Бен Барнс, Емілія Кларк і Сем Клафлін — всі вони колись прикріплялися окремо в різний час протягом розробки.
Знімальний період фільму почався 4 січня 2016 року в Парижі та Марселі, Франція.

## Випуск
«Овердрайв» було театрально випущено у Великій Британії перед його прем'єрою у Франції й отримав шаховий європейський і азійський випуск перед театральним випуском у Сполучених Штатах Америки. «The Hollywood Reporter» заявив, що цей тип випуску для фільму, як правило, зарезервований для «dead-in-the-water duds».

## Критика
«The Hollywood Reporter» назвав фільм «формульним підлітково-чоловічим кнопкодавцем, безглуздим і безмозким, але не зовсім безрадісним».